# ダビド・ソリア・ソリス
ダビド・ソリア・ソリス（スペイン語: David Soria Solís、1993年4月4日 - ）は、スペイン・マドリード出身のサッカー選手。ヘタフェCF所属。ポジションはGK。

## クラブ歴
マドリードに生まれ、レアル・マドリードの下部組織を卒業した。その後イングランドに渡り、レスター・シティFCのトライアルを受けたものの、初日に負傷し契約ならず。その後、バーミンガム・シティFCでは6週間の後にサラリーキャップの問題から放出、ストーク・シティFCのトライアルでは良い印象を与えられずに終わった。
スペインに帰国し、レアル・ベティスBとの契約は監督交代によって失敗、セグンダ・ディビシオンに所属していたスポルティング・デ・ヒホンのアベラルド監督には経験不足と見做された。その後、CDカニーリャスでトレーニングに励んだものの、出場は出来ず、この時には引退も考えたと言う。
2013年1月にセビージャFCに加入、テルセーラ・ディビシオンに所属するセビージャFC Cで選手デビューを果たした。同年、セビージャ・アトレティコに昇格、セグンダ・ディビシオンBで2013-14シーズンは16試合、2014-15シーズンは34試合に出場した。
2014-15シーズンにはプリメーラ・ディビシオンに所属するトップチームのベンチに7回座った。初めてのベンチは9月14日のヘタフェCFとのホームゲームで、マリアーノ・バルボサの定位置を奪ってのベンチであった。その後、2015年4月16日に行われたUEFAヨーロッパリーグ 2014-15の準決勝第1試合、エスタディオ・ラモン・サンチェス・ピスフアンで行われたFCゼニト・サンクトペテルブルク戦でもベンチに座った。
2015年9月、マルカ誌はベト、セルヒオ・リコ両ゴールキーパーの不調によって、彼が正ゴールキーパーを争うのではないかと報じた。監督のウナイ・エメリは12月2日のコパ・デル・レイ、UDログローニェス戦で彼を出場させ、3-0の完封勝利でこの試合を終えた。
2016年2月18日に行われたUEFAヨーロッパリーグ 2015-16、モルデFKとのホームゲームで国際試合初出場、この試合を3-0の勝利に抑える活躍を見せた。その後4月5日に契約を2019年まで更新した。4月14日の準決勝第2試合、アスレティック・ビルバオ戦では彼のミスからアリツ・アドゥリスに得点を許してしまったものの、ベニャ・エチェバリアのペナルティーキックを止め、勝利に貢献した。決勝でもゴールキーパーとして出場、リヴァプールFC相手に3-1の勝利を齎した。
2018年7月14日、ヘタフェCFに移籍した。

## タイトル

### クラブ
セビージャ
- UEFAヨーロッパリーグ: 2015–16

### 個人
- UEFAヨーロッパリーグベストイレブン: 2015-16[12]